# On a Sunday
Az On a Sunday (magyarul: Egy vasárnapon) Ester Peony román énekesnő dala, mellyel Romániát képviselte a 2019-es Eurovíziós Dalfesztiválon Tel-Avivban.

## Eurovíziós Dalfesztivál
A dal a 2019. február 17-én rendezett román nemzeti döntőben, a Selecția Naționalăban nyerte el az indulás jogát, ahol a zsűrik és a nézői szavazatok közösen alakították ki a végeredményt.
A dalt az Eurovíziós Dalfesztiválon először a május 16-i második elődöntőben adták elő, a fellépési sorrendben hatodikként. A dal nem jutott tovább az elődöntőből.

## Külső hivatkozások
- Dalszöveg
- A dal előadása a Selecţia Naţională döntőjében. YouTube-videó, Eurovision Song Contest, 2019. február 22.
- A dal videoklippje. YouTube-videó, Eurovision Song Contest, 2019. március 10.